# Nefermaat II.
Nefermaat war ein Prinz der altägyptischen 4. Dynastie. Er war ein Sohn der Neferetkau und somit ein Enkel von Pharao Snofru. Höchstwahrscheinlich während der Regierungszeit von Pharao Chephren hatte er das Amt eines Wesirs inne und war somit der höchste Beamte nach dem König. Nefermaat hatte einen Sohn namens Snofruchaef; der Name seiner Frau ist unbekannt.

## Sein Grab
Nefermaat gehört die Mastaba G 7060 auf dem Ostfriedhof der Cheops-Pyramide. Die Opferkapelle dieser Grabanlage enthält Reliefs, die den Verstorbenen mit seinem Sohn und seiner Frau zeigen.